# Diospyros galpinii
Diospyros galpinii là một loài thực vật có hoa trong họ Thị. Loài này được (Hiern) De Winter mô tả khoa học đầu tiên năm 1961.